# Vitbrynad eukalyptuskrypare
Vitbrynad eukalyptuskrypare (Climacteris affinis) är en fågel i familjen eukalyptuskrypare inom ordningen tättingar.

## Utseende och läte
Vitbrynad eukalyptuskrypare är en liten fågel med kraftiga fötter och ljust ögonbrynsstreck. Fjäderdräkten är mestadels gråbrun, med tydliga ljusa streck på den mörka buken. I flykten syns tydliga gulbruna vingband. Liknande brun eukalyptuskrypare är större och mörkare, med mindre tydlig streckning bakom örat och på buken. Lätet är ett repetativt insektslikt pipande.

## Utbredning och systematik
Vitbrynad eukalyptuskrypare är endemisk för Australien. Den delas in i två underarter med följande utbredning:
- Climacteris affinis supercilious – förekommer i sydvästra och södra centrala Australien (centrala Western Australia österut till södra Northern Territory och South Australia, längst österut till västra kanten av Flinders Ranges där den övergår i nominatformen
- Climacteris affinis affinis – förekommer i centrala östra Australien i östra South Australia, sydcentrala Queensland och nordvästra New South Wales

### Släktskap
På grund av sina liknande vanor och utseende behandlades eukalyptuskrypare förr som en del av familjen trädkrypare. De är dock inte alls nära släkt. Medan trädkryparna på norra halvklotet står exempelvis nära nötväckor och gärdsmygar är eukalyptuskryparna systergrupp till lövsalsfåglarna och utgör tillsammans en helt egen och mycket gammal utvecklingslinje.

## Levnadssätt
Eukalyptuskrypare är små tättingar som intar samma nisch som norra halvklotets trädkrypare, men är inte alls nära släkt med dessa. Denna art ses mestadels krypa upp- och nerför trädstammar i torra eller halvtorra skogsmarker, framför allt uppväxt mulga. Olikt andra arter ses den sällan i flodnära eukalyptusstånd. Jämfört med brun eukalyptuskrypare är den mer trädbunden och tillbringar mindre tid på marken.

## Status och hot
Arten har ett stort utbredningsområde, men tros minska i antal, dock inte tillräckligt kraftigt för att den ska betraktas som hotad. Internationella naturvårdsunionen IUCN listar arten som livskraftig (LC).